# هارانگالا
هارانگالا (به لاتین: Harangala) یک منطقهٔ مسکونی در سری‌لانکا است که در استان مرکزی (سری‌لانکا) واقع شده‌است.